# 雲の海
雲の海（くものうみ）は、月の嵐の大洋の南東に位置する月の海の一つであり、月の表側にある。雲の海は先ネクタリス代に作られた盆地であり、後期インブリウム代の地層が表面を覆っている。雲の海の周囲は前期インブリウム代の地層に囲まれている。雲の海の東にはブリアルドスがある。このクレーターはエラトステネス代に形成されたもので、雲の海よりも若いクレーターである。雲の海の南端にはピタトスがある。